# Tympanuchus
Tympanuchus es un género de aves galliformes de la familia Phasianidae. Se les conoce comúnmente como gallos de las praderas.

## Especies
Se reconocen las siguientes especies:
- Tympanuchus phasianellus
- Tympanuchus cupido
- Tympanuchus pallidicinctus